# Tohui
Tohui ou Towi (21 juillet 1981 - 16 novembre 1993) est le nom du deuxième panda géant à être né en captivité en dehors de la Chine et le premier panda géant né à l'étranger à survivre jusqu'à l'âge adulte. Le panda devint une icône culturelle au Mexique.
Tohui vient de Tarahumara (la langue du Raramuri) et signifie « enfant (de sexe masculin) ». (variantes : Toui, Towi). Mal sexué à sa naissance, elle fut considérée comme de sexe mâle, et le contraire ne fut appris qu'après un concours pour le nom. L'équivalent féminin est Tehuete.

## Biographie
Tohui est né le 21 juillet 1981 au zoo de Chapultepec à Mexico. Elle est la petite de Ying Ying et Pe Pe, un couple de pandas géants offerts au Mexique par le gouvernement chinois le 10 septembre 1975. En 1980, le couple eut leur première progéniture Xen Li (la première naissance en dehors de la Chine), malheureusement Xen Li n'a vécu que huit jours.
Elle eut une petite nommée Xin Xin, qui fut conçue naturellement avec un panda nommé Chia Chia du zoo de Londres.
Tohui est décédé le 16 novembre 1993, à l'âge de 12 ans, victime d'une crise de leptospira. Ses restes sont exposés au zoo de Chapultepec avec ses parents et sa partenaire Chia Chia.

## Icône culturelle
Après sa naissance, des caméras furent installées pour surveiller son bien-être (pour éviter un accident similaire — Xen Li fut tuée à la suite d'une roulade de sa mère en dormant). Les médias mexicains étaient attentifs à son état et à la suite de la couverture qu'elle reçut, Tohui devint une star au Mexique.
Sa présence à Chapultepec catapulta le zoo à la gloire. La file d'attente pour lui rendre visite a atteint le monument des Niños Héroes. Après sa naissance, le zoo commença à recevoir un soutien financier conséquent, suffisamment pour ouvrir son premier hôpital vétérinaire.
Sa popularité était telle qu'à la demande de la première dame de l'époque, Carmen Romano (en), une chanson, El pequeño panda de Chapultepec, fut créée. Composé par Laura Gomez Llanos et interprété par le chanteur Yuri, la chanson s'est vendue à un million d'exemplaires.
Pour célébrer son cinquième anniversaire, la banque du Mexique frappa une pièce commémorative en son honneur, où Tohui apparut dans les bras de sa mère, Ying Ying.